# Дракон (зодіак)

Рік дракона

Дракон (龙) — є п'ятим з 12-річного циклу тварин, знаком земних гілок, характер 辰. Дракон  з'являється в китайському зодіаці і пов'язаний з китайським календарем. Це єдина міфічна істота серед тварин. Він характеризується як ян, асоціюється з елементом «земля», це легендарна істота — символ таланту, свободи та влади, уособлює творчість, сміливість, щедрість, з іншого боку непередбачуваність, уїдливість і нав'язливість. На відміну від західних східні дракони добрі, приязні до людей істоти.
Час доби під управлінням Дракона: 07.00-09.00.
Відповідний знак Зодіаку: Овен
Було запропоновано, що ієрогліф Земної гілки міг бути пов'язаний зі скорпіонами; він міг символізувати зірку Антарес. У буддійському календарі, який використовується в Таїланді, Камбоджі, Лаосі, М'янмі та Шрі-Ланці, дракона замінено на нага. У зодіаку народу гурунг дракона замінено на орла. У давньотюркському календарі його замінено на рибу або крокодила. Ранні середньовічні перські переклади змінюють дракона на морського змія, хоча в зараз  його зазвичай називають китом.
Під час Культурної революції в Китаї була спроба замінити дракона на велику панду; однак цей рух був короткотривалим.

## Роки і п'ять елементів
Люди, що народилися в ці діапазони цих дат відносяться до категорії народилися в «рік дракона»:
- 16 лютого 1904 — 3 лютого 1905, рік Дерев'яного Дракона.
- 3 лютого 1916 — 22 січня 1917, рік Вогняного Дракона.
- 23 лютого 1928 — 9 лютого 1929, рік Земляного Дракона.
- 8 лютого 1940 — 26 січня 1941, рік Металевого Дракона.
- 27 січня 1952 — 13 лютого 1953, рік Водяного Дракона.
- 13 лютого 1964 — 1 лютого 1965, рік Дерев'яного Дракона.
- 31 січня 1976 — 17 лютого 1977, рік Вогняного Дракона.
- 17 лютого 1988 — 5 лютого 1989, рік Земляного Дракона.
- 5 лютого 2000 — 23 січня 2001, рік Металевого Дракона.
- 23 січня 2012 — 9 лютого 2013, рік Водяного Дракона.
- 10 лютого 2024 — 28 січня 2025, рік Дерев'яного Дракона.
- 28 січня 2036 — 14 лютого 2037, рік Вогняного Дракона.

У країнах, які використовують китайський зодіак, або місцях зі значною китайською діаспорою, зазвичай спостерігаються помітні сплески народжуваності під час Року Дракона, оскільки ці народження вважаються щасливими і мають бажані характеристики, які нібито ведуть до кращих життєвих результатів.